# Alexandre Darracq

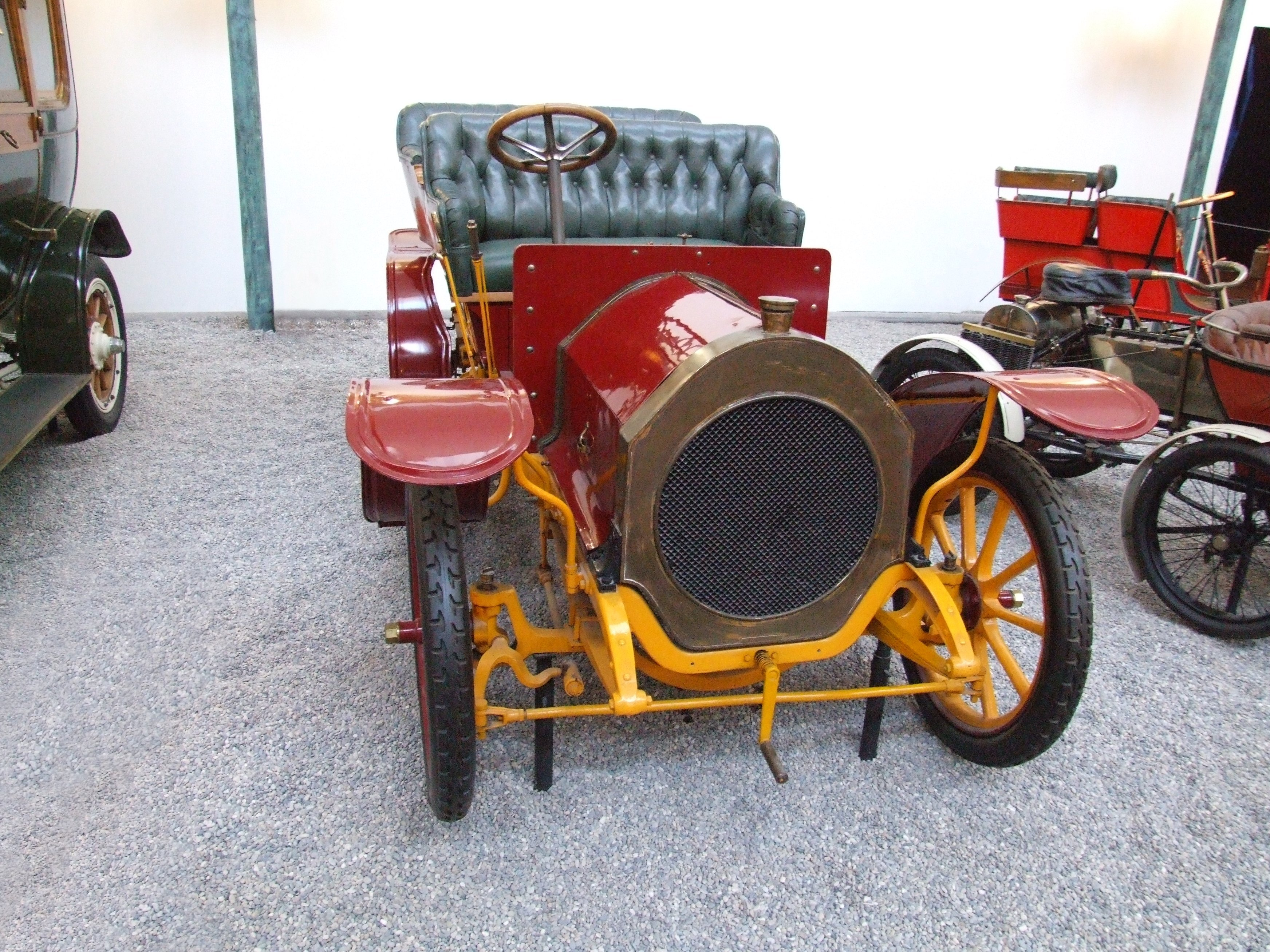
Gladiator Double Phaeton von 1907, 2 Zylinder, 2423 cm³, 12 PS, 45 km/h, Cité de l’Automobile – Musée National – Collection Schlumpf, Mülhausen, Frankreich

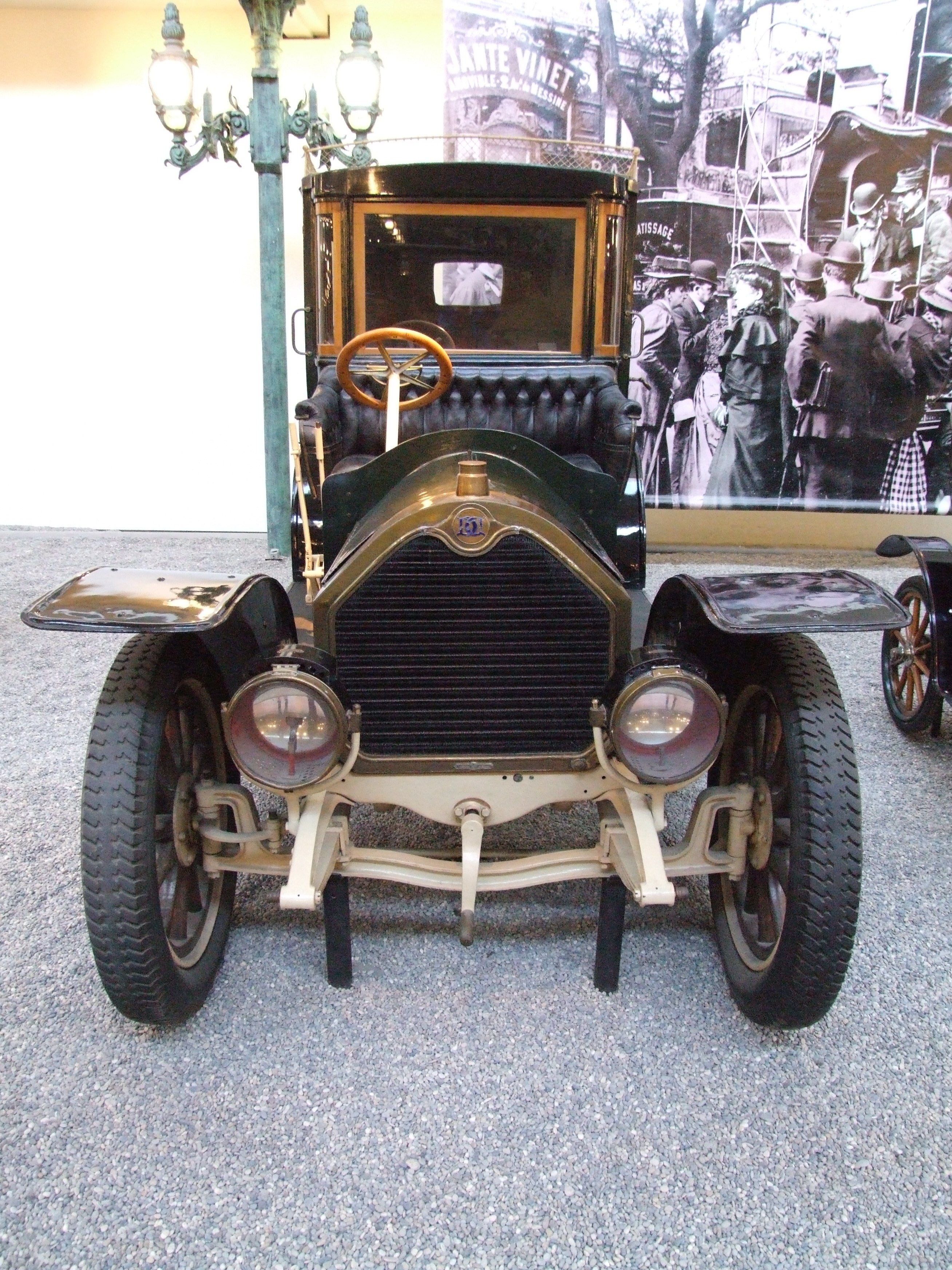
Darracq Coupé Chaffeur SS 20/28, 1907, 4 Zylinder, 28,5 PS, 4728 cm³, 70 km/h, Cité de l’Automobile – Musée National – Collection Schlumpf, Mülhausen, Frankreich

Alexandre Darracq (* 10. November 1855 in Bordeaux; † 1931 in Monte Carlo) war ein französischer Unternehmer, der zu den Wegbereitern des Automobilbaus zählt.

## Leben und Wirken
Darracq erlernte den Beruf eines technischen Zeichners. Im Jahr 1891 gründete er mit der Société Gladiator sein erstes Unternehmen, mit dem er Fahrräder produzierte, ab 1894 das Motorrad von Millet. Bereits im Rahmen dieser Firma beschäftigte er sich damit, Automobile zu konstruieren. Nach fünf Jahren verkaufte er die Firma mit Gewinn an ein Konsortium um Adolphe Clément.
Wenig später gründete er die Firma Automobiles Darracq S.A. in Suresnes bei Paris. 1904 stellte er bereits ca. 10 % der französischen Automobilproduktion her.
Die Automobiles Darracq S.A. (französisches Recht) wandelte er im Jahr 1905 in eine Firma nach englischem Recht um. Der Name lautete A. Darracq & Company (1905), Limited. Außerdem gründete er 1906 Darracq-Serpollet.
Darracq-Fahrzeuge nahmen erfolgreich an diversen Rennveranstaltungen teil. Die Firma expandierte teilweise durch Lizenzfertigung in andere europäische Länder. Opel in Deutschland war einer der Partner. In Italien gründete er 1906 zusammen mit Cavaliere Ugo Stella die Società Italiana Automobili Darracq, die zunächst in Neapel und danach in Portello bei Mailand Automobile herstellte. Diese Gesellschaft gilt als die Vorläufergesellschaft des 1910 gegründeten Unternehmens Alfa Romeo.
1912 verkaufte Alexandre Darracq seine französische Firma an eine britische Investorengruppe. Daraus entstand 1920 die Firma Sunbeam-Talbot-Darracq, die im Jahr 1935 nach Konkurs Teil der Rootes-Gruppe wurde. Seine letzten Anteile an Alfa Romeo veräußerte er 1915. Sein Vermögen investierte er anschließend auch außerhalb des Automobilbaus. So war Darracq vorübergehend am Casino in Deauville beteiligt. Auch am berühmten Hotel Negresco in Nizza hielt er wesentliche Anteile. Seinen Lebensabend verbrachte er an der französischen Riviera.
Sein Grab befindet sich in Paris auf dem berühmten Cimetière du Père Lachaise (Division 2) in der Familiengruft neben seiner Frau Louise (1850–1920).